# Voor U (vervoersnetwerk)
Voor U was het samenwerkingsverband tussen de vervoerders Connexxion, GVU (dochteronderneming van Connexxion) en regiotaxi Utrecht in de regio Utrecht. Hiermee werd de samenhang benadrukt van het openbaarvervoernetwerk in de 9 gemeenten van het Bestuur Regio Utrecht. 
Alle bussen van het GVU en de sneltrams en bussen van Connexxion in de concessiegebieden van het BRU waren voorzien van het Voor U-logo. Ook was er een tram beplakt met reclame van Voor U. In alle bushokjes in de regio hingen sinds 2006 uniforme vertrekstaten en een plattegrond van het gehele Voor U-netwerk (daarvoor was in de Utrechtse bushaltes alleen een plattegrond van de stadslijnen te vinden). Ook waren de vier buslijnen 54/64 en 57/67, die eerst als eindpunt Utrecht Centraal hadden, samengevoegd tot twee doorgaande lijnen (74 en 77), waardoor er meer directe verbindingen waren in de regio.
Voor U hield ook verschillende acties om het openbaar vervoer te promoten. Zo werden in 2006 verschillende bushaltes ingericht als huiskamer zoals ook al in Nijmegen is gebeurd.
Voor U is op 8 december 2013 vervangen door U-OV van Qbuzz, omdat Connexxion de aanbesteding heeft verloren van Qbuzz.